# Condado de Auglaize
O Condado de Auglaize é um dos 88 condados do estado norte-americano de Ohio. A sede do condado é Wapakoneta, e sua maior cidade é Wapakoneta. O condado possui uma área de 1040 km² (dos quais 1 km² estão cobertos por água), uma população de 45949 habitantes, e uma densidade populacional de 45 hab/km² (segundo o censo nacional de 2010). O condado foi fundado em 1848.